# Simon Chèvre d'Or
Pour l'animal légendaire, voir Chèvre d'or.
Simon Chèvre d'Or, dit aussi Simon Aurea Capra, est un poète français d'expression latine et chanoine de Saint-Victor de Paris ayant vécu au XIIe siècle.

## Biographie
Les rares informations que l'on possède sur cet auteur proviennent des manuscrits de son œuvre.
Simon Chèvre d'Or a réalisé un certain nombre d'épitaphes de grands de son temps majoritairement sur commande d'Henri Ier le Libéral, ainsi qu'une première version de son Ylias, résumé de l'Iliade et de l'Énéide en distiques élégiaques, au début de la décennie 1150. Il a ensuite été chanoine à Saint-Victor de Paris, période pendant laquelle il a réalisé une version longue de son Ylias. 
On lui attribue au début de la décennie 1160 un court poème sur le schisme entre le pape Alexandre III et l'antipape Victor IV (De apostolicis). Il rédige également à cette période de nouvelles épitaphes, puis, dans la décennie 1170 (au plus tôt 1174), un poème sur la vie et passion de Thomas Becket à la demande du cardinal Pierre de Pavie.
Certaines recherches, non conclusives, suggèrent que Simon Chèvre d'Or pourrait être identifié avec Simon, prieur de Saint-Ayoul de Provins (1148-1154) et Simon, abbé de Saint-Remi de Reims (1182-1198). Simon pourrait être l'auteur de l'épitaphe d'Henri Ier le Libéral, ce qui en ferait sa dernière œuvre connue.

## Style
Simon Chèvre d'Or est l'un des représentants du tournant littéraire de la poésie latine survenu au milieu du XIIe siècle, caractérisé par l'emploi surabondant de figures de rhétorique. Son nom de plume Aurea Capra correspond à son projet poétique : l'éclat du style (aurea), et la concision maximale symbolisée par la chèvre (capra). Toute la matière de Troie et de l'Énéide se trouve ainsi condensée en 994 vers dans la version longue de son Ylias, tandis que sa Vie et Passion de Thomas Becket est résumée en 198 vers. De nombreux portraits de personnages parsèment son Ylias, qui peuvent être vus comme des exempla virtutis et vitii (portraits moraux). 

## Postérité
L'Ylias de Simon Chèvre d'Or a eu une postérité certaine au Moyen Age, comme l'atteste sa tradition manuscrite (26 manuscrits subsistants, provenant de toute l'Europe occidentale),. Des réminiscences de ce texte ont été repérées dans le Draco Normannicus d'Étienne de Rouen, l'Élégie d'Henri de Settimello, l'Asinarius, Le Palais de Renommée de Chaucer. Son Ylias, résumé en vers latins de la matière de Troie et de l'Énéide vers la mi-XIIe siècle, a pu jouer un rôle de précurseur pour les adaptations de ces sujets en langue vernaculaire.

## Œuvres
- Epitaphia, 1151/53 : épitaphes d'Hugues de Mâcon, Thibaud II de Champagne, Suger, Eugène III,  Bernard de Clairvaux
- Ylias, version courte (432 vers) et version longue (994 vers)
- Epitaphia, 1160/61 : épitaphes de Pierre Lombard, Constance de France, Philippe de France
- De apostolicis (attribution débattue entre Simon Chèvre d'Or et Pierre Riga)
- Invectio contra cujusdam invidiam
- Vita et Passio Sancte Thome Cantuariensis

## Éditions

### Ylias
- The Ylias of Simon Aurea Capra: a critical edition, éd. Martha M. Parrott, Université de Toronto, 1976.
- L'Ylias de Simon Chèvre d'Or : édition critique et commentaire, éd. Sébastien Peyrard, École des Chartes, 2007.
- André Boutemy,  « La version parisienne du poème de Simon Chèvre d'Or sur la guerre de Troie : le ms. lat. 8430 de la Bibliothèque nationale », Scriptorium, 1, Anvers-Bruxelles, 1946-47, p. 267-288, lire en ligne.
- André Boutemy, « La geste d’Énée par Simon Chèvre d'Or », Le Moyen Âge , n°52, 1946, p. 243-256, lire en ligne.

### Vita Sancti Thome Cantuariensis
- (en) Francis R. Swietek, « A metrical life of Thomas Becket by Simon Aurea Capra », Mittellateinisches Jahrbuch, vol. 11, 1976, p. 177–195.